# Podeblach
Podeblach (im 19. Jahrhundert auch Bodeblach und Podöblach) ist eine Ortschaft in der Gemeinde St. Georgen am Längsee im Bezirk Sankt Veit an der Glan in Kärnten (Österreich). Die Ortschaft hat 43 Einwohner (Stand 1. Jänner 2024). Sie liegt auf dem Gebiet der Katastralgemeinde Goggerwenig.

## Lage
Die Ortschaft liegt im Südwesten der Gemeinde Sankt Georgen am Längsee, abseits der Hauptstraßen, im Tal des Ziegelbachs, der hier von der Launsdorfer Senke hinunter zum Nordrand des Zollfelds fließt. Zur Ortschaft gehören auch zwei einzelne Häuser, die etwa 500 Meter westlich des Dorfs liegen, eines nördlich, eines südlich der Kronprinz Rudolf-Bahn.

## Geschichte
Der Ort wird 1251 als Podobiah genannt, was sich vom slawischen dob (Eiche) ableitet und bei dem Eichenwald bedeutet.
Auf dem Gebiet der Steuergemeinde Goggerwenig liegend, gehörte Podeblach in der ersten Hälfte des 19. Jahrhunderts zum Steuerbezirk Osterwitz.
Seit Gründung der Ortsgemeinden im Zuge der Reformen nach der Revolution 1848/49 gehört der Ort zur Gemeinde Sankt Georgen am Längsee.

## Bevölkerungsentwicklung
Für die Ortschaft ermittelte man folgende Einwohnerzahlen:
- 1869: 4 Häuser, 16 Einwohner[3]
- 1880: 5 Häuser, 27 Einwohner[4]
- 1890: 5 Häuser, 22 Einwohner[5]
- 1900: 5 Häuser, 32 Einwohner[6]
- 1910: 5 Häuser, 26 Einwohner[7]
- 1923: 7 Häuser, 36 Einwohner[8]
- 1934: 36 Einwohner[9]
- 1961: 12 Häuser, 59 Einwohner[10]
- 2001: 11 Gebäude (davon 10 mit Hauptwohnsitz) mit 13 Wohnungen; 32 Einwohner und 3 Nebenwohnsitzfälle; 11 Haushalte; 0 Arbeitsstätten, 5 land- und forstwirtschaftliche Betriebe[11]
- 2011: 16 Gebäude, 40 Einwohner, 13 Haushalte, 2 Arbeitsstätten[12]
- 2021: 17 Gebäude, 43 Einwohner, 15 Haushalte, 4 Arbeitsstätten[13]

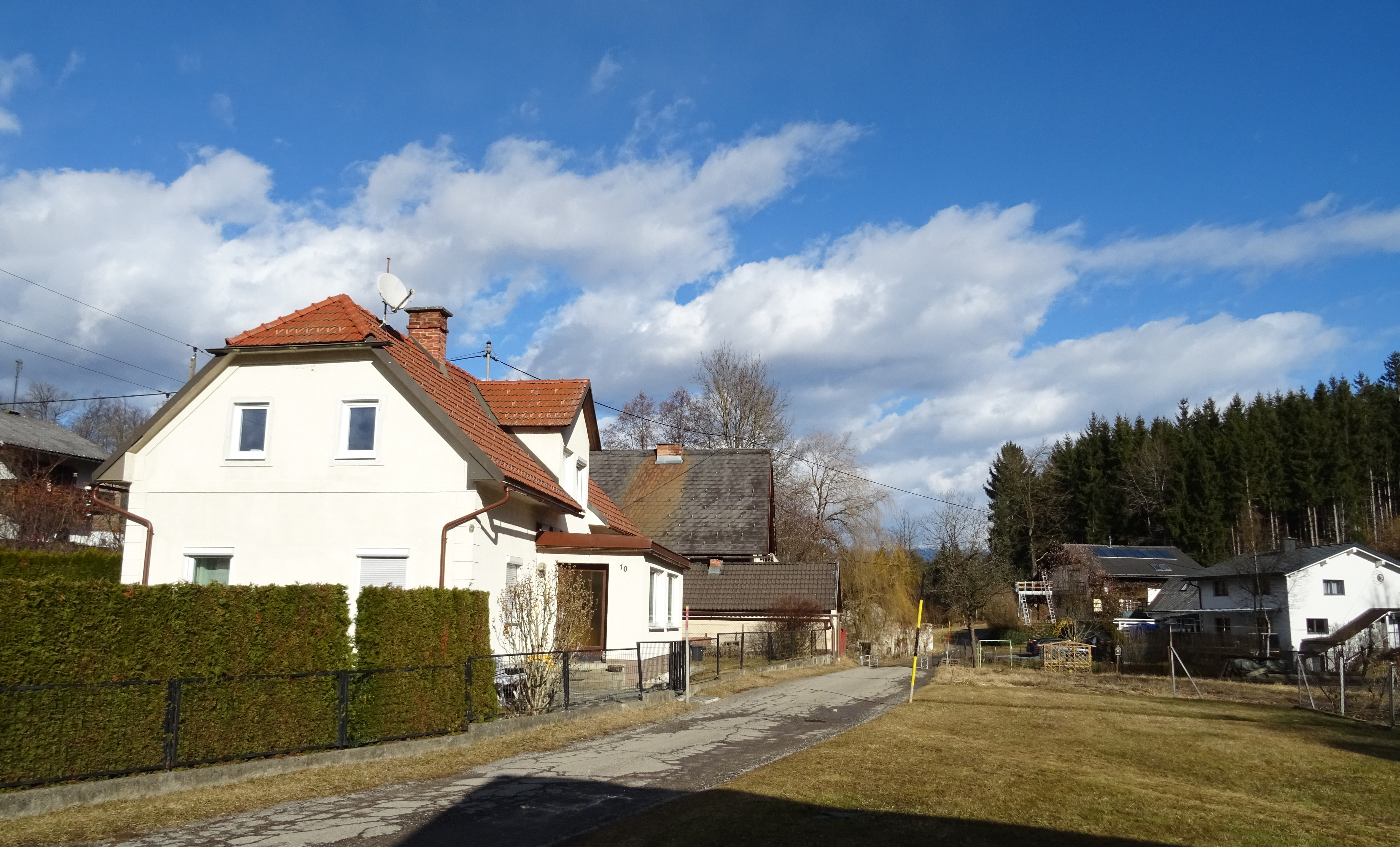
Ortskern
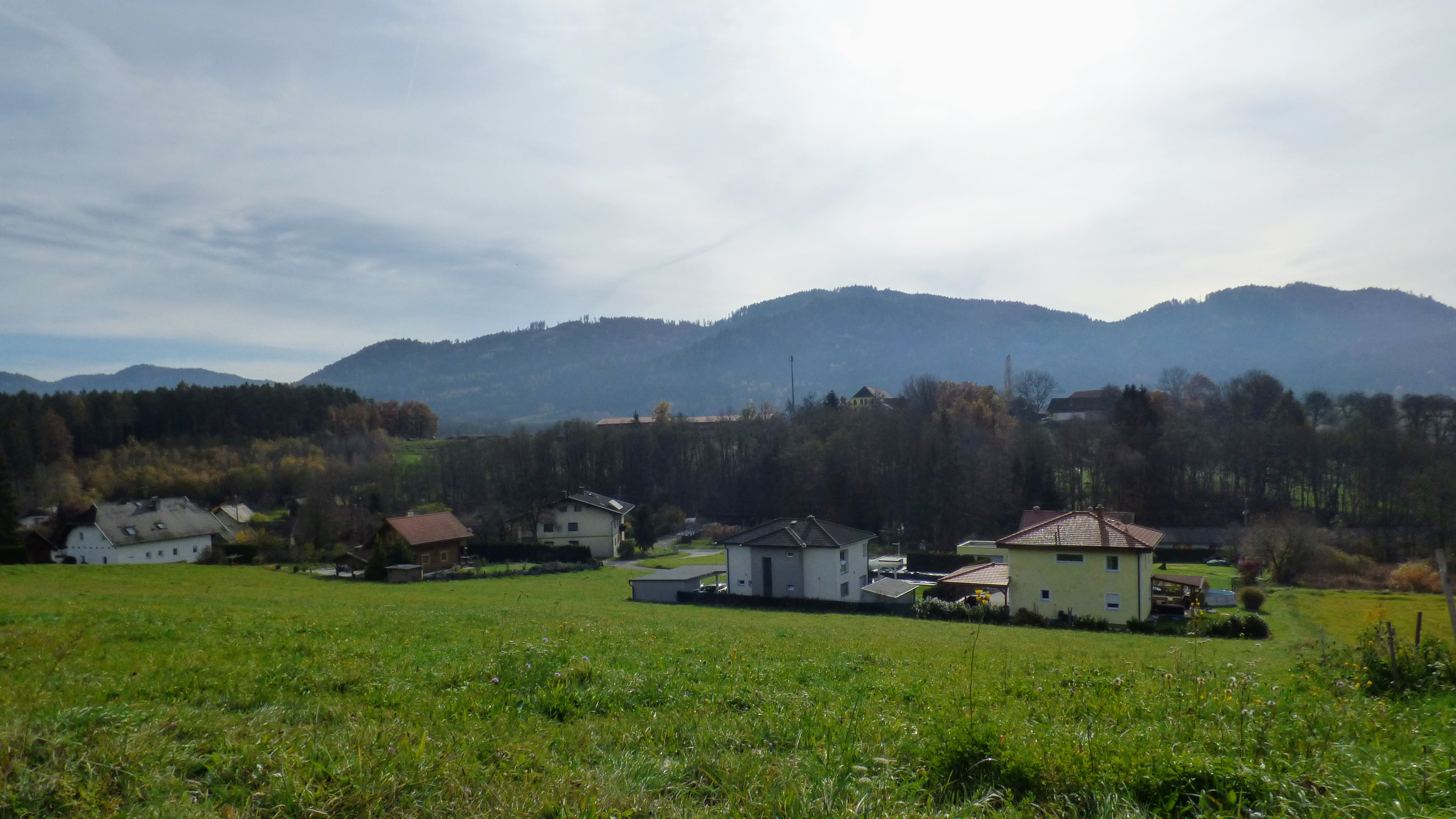
Neue Einfamilienhäuser am nordwestlichen Ortsrand
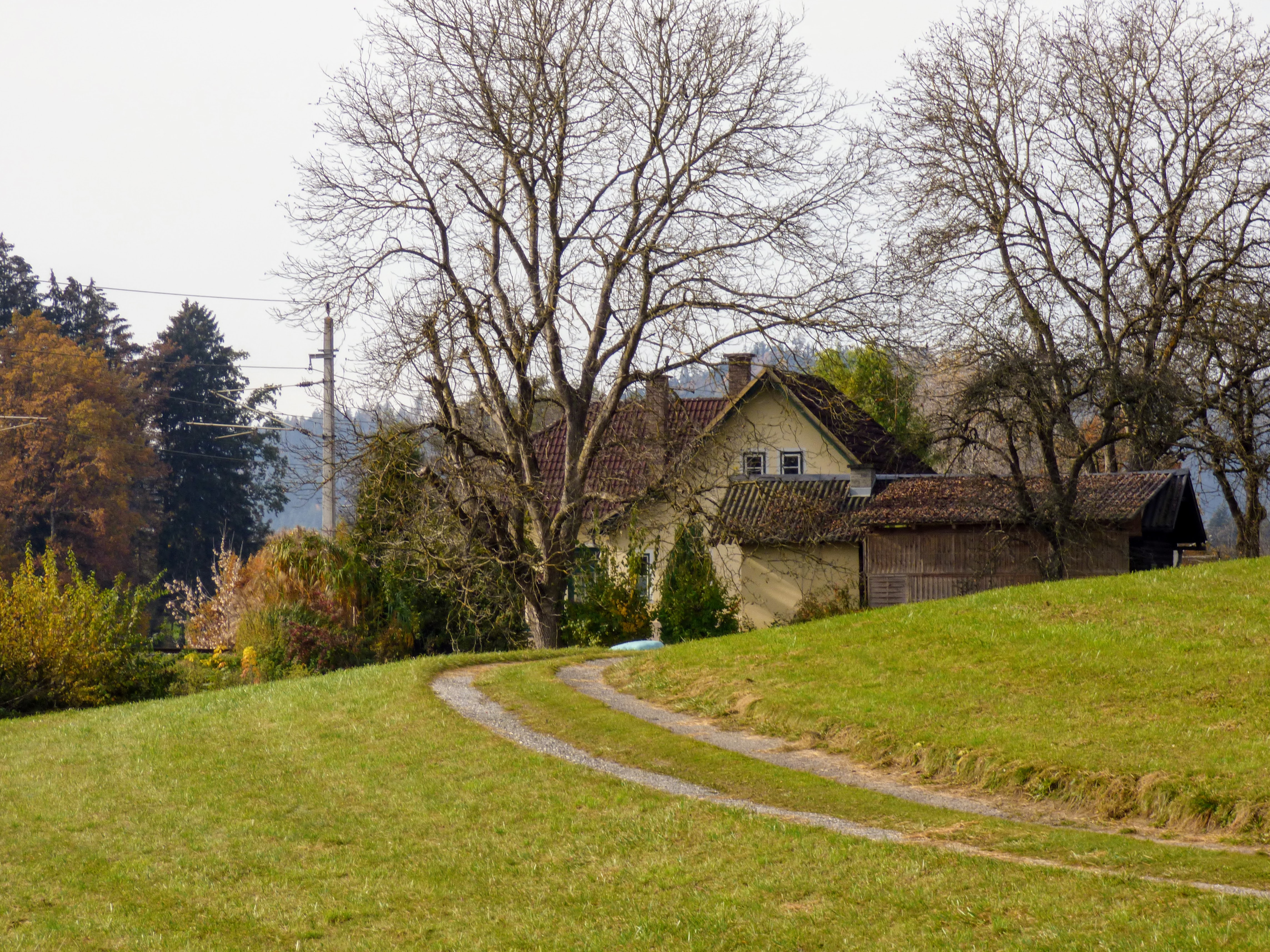
Zur Ortschaft gehörendes Haus an der Kronprinz Rudolf-Bahn